# Mochloribatula bahamensis
Mochloribatula bahamensis är en kvalsterart som beskrevs av Norton 1983. Mochloribatula bahamensis ingår i släktet Mochloribatula och familjen Mochlozetidae. Inga underarter finns listade i Catalogue of Life.